# Yvonne Waegemans
Yvonne Waegemans (Lokeren, 29 maart 1909 – Wilrijk, 1 januari 1991) was een Belgische sprookjesschrijfster. Haar verhalen hebben vaak kabouter Patjoepelke in de hoofdrol.

## Biografie
Waegemans werd geboren in Lokeren in een eenvoudig gezin. Haar vader maakte paardengarelen, haar moeder stierf toen ze drie was. Ze groeide op in een tijd waarin meisjes vooral werden opgevoed om later huismoeder te worden. Haar opleiding bij de zusters van O.L.Vrouw Presentatie eindigde dan ook toen ze vijftien jaar oud was. Vervolgens ging ze aan de slag als boekhoudster in de vellenfabriek Hoedhaar.
Al op jonge leeftijd was schrijven een passie voor Waegemans. Tijdens het interbellum was het genre van jeugdboeken nog vrijwel onbestaand. Zij werd een pionier. Waegemans was een zeer productieve schrijfster en liet een indrukwekkend oeuvre na van verhalen en toneelwerken, die in Vlaanderen duizenden lezers en opvoeringen hadden. Ze hield van kinderen maar bleef zelf kinderloos.
Haar personnage Patjoepelke was een kabouter die, na een overstroming (van de Durme) bij de Krulbaardkabouters terechtkwam. Uiteindelijk keert hij terug naar de 'Molsbergen' (gebaseerd op het Molsbroek in Lokeren). Daar ontmoet Yvonne hem en vertelt hij haar zijn kabouterverhalen..
Waegemans was christelijk geïnspireerd maar behandelde later belangrijke thema's zoals abortus: haar verhaal Katelijne gaat over een jonge vrouw die zwanger wordt gemaakt door haar baas.
In 1964 leidde zij ook een kunsttentoonstelling in 'De Trapzaal' van Huize Geertrui te Lokeren in. Zo werden op 12 december Jeanne De Dijn en Chris Metdepettingen door haar met lovende woorden ingeleid tijdens deze expositie. Zij prees toen ook Anton Vlaskop, die Yvonne bij aanvang aankondigde, voor zijn dichtbundel 'Glimlach Lieve'.
In Mortsel, waar zij begin van de jaren zeventig woonde, stichtte zij de kunstkring 'Sirkel'.
In de jaren tachtig werd ze minder populair. Ze was een product van het katholieke Vlaanderen wat als ouderwets werd beschouwd en minder aantrekkelijk. Ze werkte tot haar pensioen als ambtenaar op het ministerie van Cultuur.
De stad Lokeren, met als burgemeester Hilaire Liebaut, organiseerde in de bibliotheek voor haar 75e verjaardag een viering met o.a. de tentoonstelling 'Yvonne Waegemans 75 jaar'. Een gelegenheidsprogramma onder leiding van Eddy Picavet had plaats in de stadsfeestzaal van het Cultureel Centrum op het Kerkplein te Lokeren. Op haar 80e verjaardag werd Yvonne Waegemans gevierd in haar toenmalige woonplaats, Mortsel en kreeg ze 80 rozen van het gemeentebestuur.
Waegemans overleed op 1 januari 1991. Op 29 maart 2009 vierde Lokeren haar 100ste verjaardag met een verschillende activiteiten, waaronder een tentoonstelling in de stedelijke openbare bibliotheek, een literaire wandeling en een sprookjesboom. Patjoepelke kreeg een bronzen standbeeld in het Molsbroek. In het bezoekerscentrum van het Molsbroek te Lokeren ging in 2017 ook een tentoonstelling door over Yvonne Waegemans. Haar nazaten waren ook aanwezig bij de opening van deze expositie.